# Wspólnota Pacyfiku
Wspólnota Pacyfiku (ang. Pacific Community, fr. Communauté du Pacifique), do 1998 Komisja Południowego Pacyfiku (ang. South Pacific Commission, fr. Commission du Pacifique Sud) – organizacja międzynarodowa, utworzona na podstawie porozumienia podpisanego 6 lutego 1947 w Canberze przez Australię, Francję, Holandię, Nową Zelandię, Stany Zjednoczone i Wielką Brytanię (Holandia opuściła organizację w 1962, Wielka Brytania w latach 1996–1998 i ponownie w 2005) w celu doradzania rządom tych państw w sprawach dotyczących zarządzanych przez nie terytoriów na południowym Pacyfiku. Wobec uzyskania przez większość z tych terytoriów niepodległości, organizacja zajęła się wsparciem w rozwiązywaniu ich problemów ekonomicznych i społecznych. Jest to najstarsza regionalna organizacja w regionie Pacyfiku. Siedziba organizacji mieści się w Numei (Nowa Kaledonia). Wspólnota Pacyfiku jest obserwatorem w Zgromadzeniu Ogólnym Organizacji Narodów Zjednoczonych.

## Członkowie
Do Wspólnoty Pacyfiku należy 26 krajów:
- Australia
- Fidżi
- Francja
- Guam
- Kiribati
- Mariany Północne
- Mikronezja
- Nauru
- Niue
- Nowa Kaledonia
- Nowa Zelandia
- Palau
- Papua-Nowa Gwinea
- Pitcairn
- Polinezja Francuska
- Samoa
- Samoa Amerykańskie
- Stany Zjednoczone
- Tokelau
- Tonga
- Tuvalu
- Vanuatu
- Wallis i Futuna
- Wyspy Cooka
- Wyspy Marshalla
- Wyspy Salomona

## Władze
Źródło:
Sekretarze generalni:
- William Forsyth (1 listopada 1948 – 3 czerwca 1951)
- Leslie Brian Freeston (12 listopada 1951 – 12 listopada 1954)
- Ralph Clairon Bedell (1 marca 1955 – 28 lutego 1958)
- Thomas R. Smith (1 marca 1958 – 2 marca 1963)
- William Forsyth (24 marca 1963 – 31 grudnia 1966)
- Gawain Westray Bell (1 stycznia 1967 – 11 grudnia 1969)
- Afioga Afoafouvale Misimoa (1 stycznia 1970 – 18 lutego 1971)
- John E. de Young (p.o. 18 lutego – 31 października 1971)
- Gustav F. D. Betham (1 listopada 1971 – 30 listopada 1975)
- E. Macu Salato (9 grudnia 1975 – 30 czerwca 1979)
- Young Vivian (1 lipca 1979 – 3 czerwca 1982)
- Francis Bugotu (1 lipca 1982 – 30 listopada 1986)
- Palauni M. Tuiasosopo (9 grudnia 1986 – 31 grudnia 1988)
- Jon Jonassen (p.o. 1 stycznia – 15 czerwca 1989)
- Atanraoi Baiteke (16 czerwca 1989 – 5 stycznia 1993)
- Ati George Sokomanu (6 stycznia 1993 – 7 stycznia 1996)
- Robert B. Dun (8 stycznia 1996 – 5 lutego 1997)

Dyrektorzy generalni:
- Robert B. Dun (5 lutego 1997 – 5 stycznia 2000)
- Lourdes Pangelinan (6 stycznia 2000 – 23 stycznia 2006)
- Jimmie Rodgers (23 stycznia 2006 – 23 stycznia 2014)
- Colin Tukuitonga (23 stycznia 2014 – 23 stycznia 2020)
- Stuart Minchin (od 23 stycznia 2020)